# Велики дан
Велики дан је југословенски филм из 1969. године. Режирао га је Драгослав Илић, који је написао и сценарио.

## Радња
Коректор једног београдског листа, у тренутку највећих проблема са шефом, газдарицом и својом девојком, добија на лутрији премију од двадесет милиона, што из основе мења услове живота, околину као и његову психологију, да би на крају сазнао да он није добитник премије, доживео шок.

## Улоге
| Глумац                   | Улога             |
| ------------------------ | ----------------- |
| Слободан Перовић         | Пера              |
| Миодраг Андрић           | Бора              |
| Рахела Ферари            | Газдарица         |
| Миливоје Мића Томић      | Шеф               |
| Весна Крајина            | Марија            |
| Зоран Радмиловић         | Бошко             |
| Никола Симић             | Жика              |
| Бранка Петрић            | Нада              |
| Растко Тадић             | Крупми            |
| Драго Чумић              | Мршави            |
| Ингрид Лотариус          | Мица              |
| Јанез Врховец            | Директор          |
| Александар Стојковић     | Сустанар          |
| Милан Срдоч              | Благајник         |
| Јован Јанићијевић Бурдуш | Бифеџија          |
| Душан Јанићијевић        | Командир милиције |
| Власта Велисављевић      | Шеф сале          |
| Војислав Мићовић         | Стари колектор    |
| Борис Андрушевић         |                   |
| Душан Антонијевић        |                   |
| Боса Стојадиновић        |                   |
| Мирослав Жужић           |                   |
| Бранко Петковић          |                   |
| Мира Пеић                |                   |